# Проспект Миру (Миколаїв)
У Вікіпедії є статті про інші проспекти з назвою Проспект Миру
Проспект Миру — проспект, який починається від Богоявленського проспекту та закінчується головним залізничним вокзалом міста Миколаєва.

## Історія

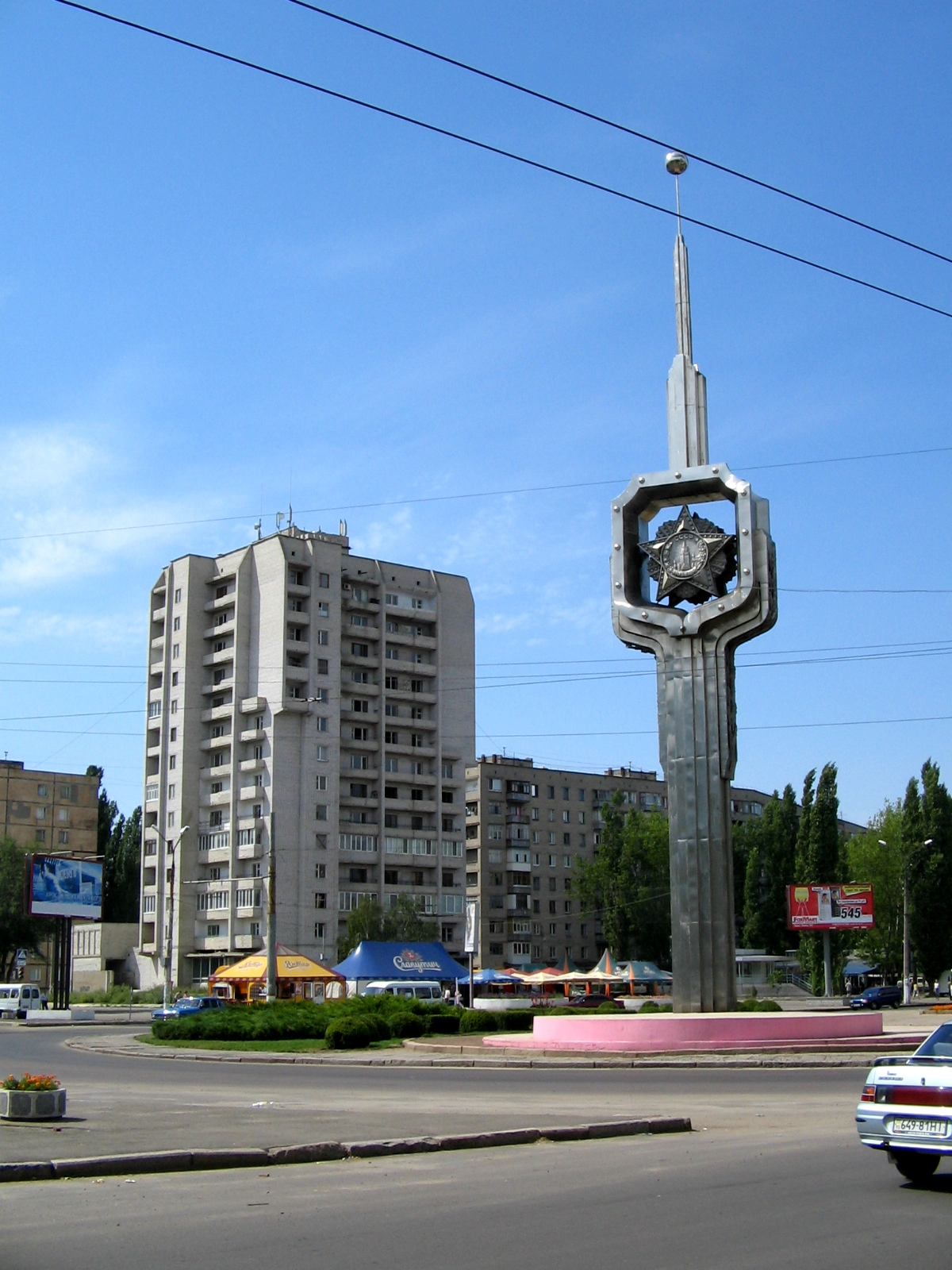
Площа Перемоги на розі проспекту Миру і вулиці Космонавтов

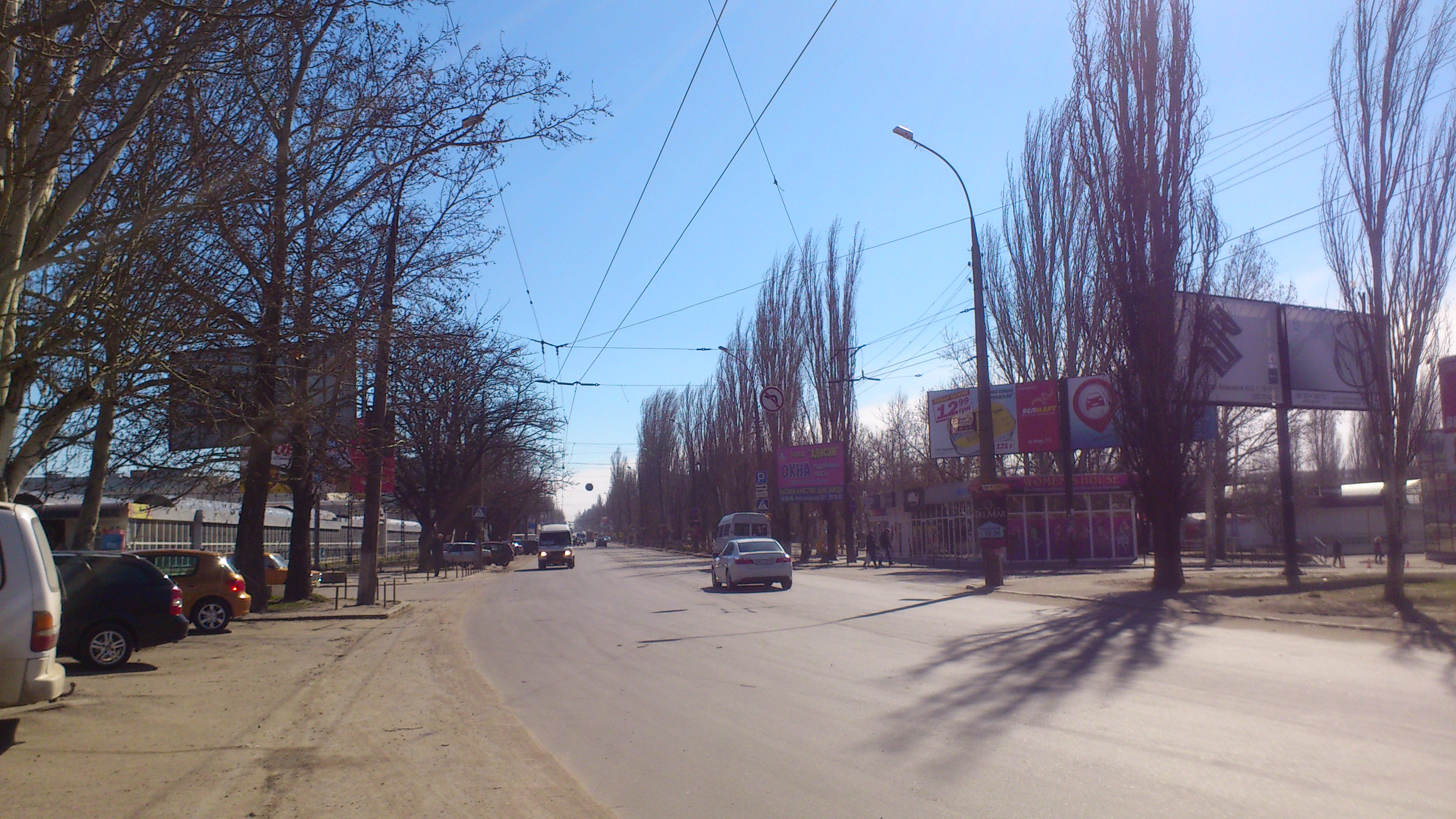
проспект Миру, початок від Богоявленського проспекту

Приблизно в 1950 році почалося будування цього проспекту. Після німецько-радянської війни в багатьох містах СССР почалося заснування вулиць та проспектів Миру, для того щоб увіковічити слово та символ майбутнього «мир». Миколаїв не став винятком та заснував проспект Миру. При будівництві використовувалися в основному проекти 9- та 12-поверхових будинків. Архітектори створювали композиції житлової забудови в комплексі зі школами, дитячими садками, магазинами та іншими об'єктами соціально-культурного значення.
Уздовж проспекту розташувався ринок «Колос», який з іншої сторони межує з Богоявленським проспектом.
На кільці, яке розташоване на перетині проспекту Миру та вулиці Космонавтів, знаходиться площа Перемоги. Площа була відкрита на 40-ву річницю з дня перемоги у німецько-радянській війні. В центрі площі розташований пам'ятний знак із зображенням ордена Перемоги, виготовленого з легкого метала срібного кольору. Навколо ордена клумби з квітами. Площа вимощена невеликими квадратними плитами.
6 травня 1985 року на площі проводився святковий мітинг з нагоди її відкриття. Були присутні тисячі жителів Миколаєва. Також був присутній і автор проекту ордена, начальник конструкторсько-художньої лабораторії Б. Т. Криворучко.